# الهوفن
الهوفن (به آلمانی: Ellhofen) یک شهر در آلمان است که در هایلبرون واقع شده‌است. الهوفن ۳٬۳۸۱ نفر جمعیت دارد.

## خواهرخوانده
شهر پچیولی خواهرخواندهٔ الهوفن هست.